# Coleophora parenthella
Coleophora parenthella — вид лускокрилих комах родини чохликових молей (Coleophoridae).

## Поширення
Вид знайдений в Україні, на півдні Росії, в Монголії та Китаї.